# Gnaborretni
Das Gnaborretni (⸘) ist ein Satzzeichen und dient dazu, spanische, asturische und galicische Sätze einzuleiten, welche mit einem Interrobang (‽, U+203D) aufhören. Es wird als auf dem Kopf stehendes Interrobang geschrieben.
Mit LaTeX kann das Gnaborretni aus den tc-Schriften mit dem Paket textcomp verwendet werden, der zugehörige Befehl ist \textinterrobangdown. Bei der Neo-Tastaturbelegung kann es durch Compose, 1 (auch vom Ziffernblock), gefolgt von ¿ und ¡ in beliebiger Reihenfolge, erzeugt werden. Unicode enthält das Gnaborretni am Codepunkt U+2E18.
Die praktische Bedeutung des Gnaborretni ist gering. Schon das Interrobang kam nie über eine Modeerscheinung hinaus.

## Etymologie
Der Name Gnaborretni ist Interrobang rückwärts gelesen (Ananym) und wurde zum ersten Mal im Jahr 1995 von Jörg Knappen verwendet.